# Cicindela columbica
Cicindela columbica là một loài bọ cánh cứng đặc hữu của Hoa Kỳ, trong họ Carabidae.